# 恩铁美那
恩铁美那（约公元前2400年前后在位）（英語：Enmetena）是拉格什国王。他因下令修建连接幼发拉底河与底格里斯河之间的运河而闻名，他下令免除平民债务，其事迹被记录于一个银雕花瓶上，此文物被献于城市的守护神宁吉尔苏。